# أنور المحاسني
أنور المحاسني (مواليد 18 أبريل 2001) لاعب كرة قدم هولندي من أصول مغربية يجيد اللعب كلاعب جناح.

## روابط خارجية
- أنور المحاسني على موقع قاعدة بيانات كرة القدم.إي يو (الإنجليزية)
- أنور المحاسني على موقع Soccerway.com (الإنجليزية)